# Storkågeträsket
Storkågeträsket är en sjö nära Kåge i Skellefteå kommun i Västerbotten och ingår i Kågeälvens huvudavrinningsområde. Sjön har en area på 3,26 kvadratkilometer och ligger 153 meter över havet. Sjön avvattnas av vattendraget Kågeälven. Vid provfiske har bland annat abborre, gers, gädda och lake fångats i sjön.

## Delavrinningsområde
Storkågeträsket ingår i delavrinningsområde (721602-172569) som SMHI kallar för Utloppet av Storkågeträsket. Medelhöjden är 162 meter över havet och ytan är 9,87 kvadratkilometer. Räknas de 37 avrinningsområdena uppströms in blir den ackumulerade arean 570,63 kvadratkilometer. Avrinningsområdets utflöde Kågeälven mynnar i havet. Avrinningsområdet består mestadels av skog (49 procent). Avrinningsområdet har 3,26 kvadratkilometer vattenytor vilket ger det en sjöprocent på 33 procent. Bebyggelsen i området täcker en yta av 0,36 kvadratkilometer eller 4 procent av avrinningsområdet.

## Fisk
Vid provfiske har följande fisk fångats i sjön:
- Abborre
- Gärs
- Gädda
- Lake
- Löja
- Mört
- Sik